# Eleonore
Eleonore ist ein weiblicher Vorname.

## Herkunft und Bedeutung
Die Etymologie des Namens ist ungeklärt.
- Oft wird der Name auf Eleonore von Aquitanien, eigentlich Aliénor, zurückgeführt. Der altprovenzalische Namen Aliénor wird oft als Zusammensetzung aus lateinisch alia oder germanisch *alja- „anders“, „fremd“ und Aenor, dem Namen ihrer Mutter, gedeutet.[2][1][3] Bei Aenor handelt es sich vermutlich um die latinisierte Variante eines unbekannten germanischen Namens.[4] Möglicherweise gab es jedoch bereits zuvor Namensträger,[2] weshalb es sich beim zweiten Element auch um ein anderes, unbekanntes Element handeln kann.[5][6]
- Außerdem kann es sich um einen germanischen Namen handeln, dessen erstes Element *al-a „wachsen“, „anpflanzen“, „ernähren“ ist.[6]
- Wiederholt wird der Name mit dem arabischen Namen أَلْلّٰهُ نُورِي, DMG Aḷḷāhu nūr-ī „Gott ist mein Licht“ in Verbindung gebracht, der durch die Mauren nach Europa gelangt sei.[7][8][9]
- Vor allem im 19. Jahrhundert wurde Eleonore mit dem altgriechischen ἔλεος éleos „Barmherzigkeit“, „Mitgefühl“ in Verbindung gebracht.[10][11]

Die manchmal hervorgebrachte Herleitung von Helene gilt als unwahrscheinlich.

## Verbreitung
In Deutschland ist der Name seit mehr als 500 Jahren nachweisbar. Durch William Shakespeares Werke wurde Eleonore in Deutschland populär und nicht zuletzt durch Eleonore Prochaska volkstümlich. Zu Beginn des 20. Jahrhunderts war der Name relativ beliebt, gehörte jedoch nie zu den Spitzenreitern der Vornamenscharts. Heute wird der Name nur noch selten gewählt. Zwischen 2010 und 2021 wurden nur etwa 400 Mädchen Eleonore genannt. Dagegen belegte Eleonora im Jahr 2021 Rang 268 der Vornamenscharts.
In Österreich nahm die Popularität des Namens in den vergangenen Jahren zu. Im Jahr 2021 belegte Eleonore Rang 475 der Vornamenscharts und wurde an 10 Mädchen vergeben. In der Schweiz leben aktuell 520 Personen mit Namen Eleonore (Stand 2021).
Im Jahr 2022 lebten in Schweden 1978 Frauen mit Vornamen Eleonore, bei 540 davon handelt es sich um den Rufnamen (Stand 2021). Ihr Durchschnittsalter beträgt 41,8 Jahre.
Eleonore war in den Niederlanden vor allem in den 1940er bis 1960er Jahren beliebt. Heute kommt er seltener vor.
In Frankreich war Eleonore zu Beginn des 20. Jahrhunderts relativ beliebt. Zur Mitte des Jahrhunderts wurde er seltener vergeben. Von den 1960er Jahren bis 2009 nahm die Popularität wieder zu. Dann fiel seine Beliebtheit rasch ab, belegte er im Jahr 2010 noch Rang 165 der Vornamenscharts, gehörte er zwei Jahre später schon nicht mehr zu den 500 meistgewählten Mädchennamen. Zur gleichen Zeit nahm jedoch die Vergabe der Schreibweise Eléonore, dann auch Éléonore sprunghaft zu, die beide im Jahr 2021 eine Top-200-Platzierung erreichten.

## Varianten
- Bulgarisch: Елеонора Eleonora
- Dänisch: Ellinor
  - Diminutiv: Ella, Nora
- Deutsch: Eleonora
  - Diminutiv: Ella, Lore, Leonore, Nora, Nore
- Englisch: Eleanor, Eleanora, Eleanore, Elenora, Elinor, Elnora
  - Diminutiv: Elea, Ella, Elle, Ellie, Elly, Leanora, Lenora, Lenore, Nell, Nelle, Nellie, Nelly, Nonie, Nora, Norah
  - Schottisch-Gälisch: Eilionoir
    - Diminutiv: Eilidh
- Finnisch: Eleonoora
  - Diminutiv: Ella, Elli, Nelli, Noora
- Französisch: Aliénor, Eléonore, Éléonore
  - Diminutiv: Nelly, Léonore, Léonora, Éléona
  - Okzitanisch: Alienòr
  - Provenzalisch: Aliénor
- Griechisch: Ελεονώρα Eleonōra
- Isländisch: Leónóra, Eleónóra
- Italienisch: Eleonora
  - Diminutiv: Leonora, Nora, Norina
- Niederländisch: Eleonora
  - Diminutiv: Ellen, Noor, Noortje, Nora
- Norwegisch: Ellinor
  - Diminutiv: Ella, Nora
- Polnisch: Eleonora
- Portugiesisch: Leonor
- Russisch: Элеонора Eleonora
- Diminutiv: Нелли Nelli
- Schwedisch. Eleonor, Eleonora, Ellinor
  - Diminutiv: Ella, Nellie, Nelly, Nora
- Slowakisch:Eleonóra
- Spanisch: Leonor
  - Diminutiv: Nora
- Ukrainisch: Елеонора Eleonora
- Ungarisch: Eleonóra
  - Diminutiv: Ella, Nóra, Leonóra

## Namenstage
- 11. Februar: nach Eleonora Weiß
- 25. Juni: nach Eleonore von der Provence

## Bekannte Namensträgerinnen

### Eleonore
bis 19. Jahrhundert
- Eleonore von Normandie (vor 1017 geboren, Vorname ist in ihrem Fall eine Zuschreibung), durch Heirat Gräfin von Flandern
- Eleonore von Aquitanien (1122–1204), Erbin von Poitou und Aquitanien, als Gattin Ludwigs VII. Königin von Frankreich (bis 1152), als Gattin Heinrichs II. Plantagenet Königin von England (seit 1154)
- Eleonore von Vermandois (nach 1152–1213), französische Adelige
- Eleonore Plantagenet (1162–1214), Tochter von König Heinrich II. von England und Herzogin von Aquitanien.
- Eleonore von der Bretagne (1184–1241), Tochter des Herzogs Gottfried II. von der Bretagne
- Eleonore von Portugal (1211–1231), durch Heirat Königin von Dänemark
- Eleanor von England (um 1215–1275), Tochter von König Johann Ohneland, Gattin von Simon V. de Montfort
- Eleonore von Vermandois († 1213), französische Adlige; Gräfin von Beaumont-sur-Oise und Saint-Quentin sowie „Dame de Valois“
- Eleonore von Kastilien († 1244), durch Heirat Königin von Aragón
- Eleonore von der Bretagne (* 1248, † jung), Tochter des Herzogs Johann I. von der Bretagne
- Eleonore von der Bretagne (1275–1342), Tochter des Herzogs Johann II. von der Bretagne, Äbtissin von Fontevrault
- Eleonore von Kastilien (1241–1290), Tochter von Ferdinand III. von Kastilien, Gattin König Eduards I. von England
- Eleonore von England (1269–1298), älteste Tochter von König Eduard I. von England und Eleonore von Kastilien (1241–1290)
- Eleonore von Anjou (1289–1341), als Gemahlin Friedrichs II. von 1303 bis 1337 Königin von Sizilien
- Eleonore von Kastilien (1307–1359) (Leonor de Castilla), von 1329 bis 1336 Königin von Aragón
- Eleanor von Lancaster (um 1315–1372), englische Adelige
- Eleonore von England (1318–1355), durch Heirat Herzogin von Geldern
- Eleonore von Sizilien (1325–1375), als dritte Gemahlin Peters IV. von 1349 bis 1375 Königin von Aragón
- Eleonore von Aragon (1333–1416), von 1369 bis 1379 Regentin in Zypern
- Eleonore von Kastilien (1363–1416), durch Heirat Königin von Navarra
- Eleonore Urraca von Kastilien (1374–1435), durch Heirat Königin von Aragón, Sizilien und Sardinien
- Eleanor Holland, Countess of Salisbury (* 1386; † nach 1413), Countess of Salisbury
- Eleonore von Aragonien (1402–1445), durch Heirat Königin, später Regentin von Portugal
- Eleonore von Navarra (1425–1479), Königin von Navarra
- Eleonore von Schottland (um 1433–1480), durch Heirat Herzogin und kurzzeitig Regentin in Tirol
- Eleonore Talbot (ca. 1435–1468), englische Adlige und Mätresse von König Eduard IV.
- Eleonore Helena von Portugal (1436–1467), Frau Friedrichs III.
- Eleonore von Portugal (1458–1525), durch Heirat Königin von Portugal
- Eleonore von Kastilien (1498–1558), durch Heirat Königin von Portugal und Königin von Frankreich
- Eleonora von Toledo (1522–1562), durch Heirat Herzogin von Florenz
- Eleonore von Fürstenberg (1523–1544), durch Heirat Gräfin von Hanau-Lichtenberg
- Eleonore von Österreich (1534–1594), durch Heirat Herzogin von Mantua
- Éléonore de Roye (1535–1564), durch Heirat Fürstin von Condé
- Eleonore von Württemberg (1552–1618), durch Heirat Fürstin von Anhalt und von Hessen-Darmstadt
- Leonor de Cisnere (1536–1568), evangelische Märtyrerin
- Eleonora von Toledo (1553–1576), Gemahlin von Pietro de’ Medici
- Eleonore von Montfort († 1610), Äbtissin von Buchenau
- Eleonore von Österreich (1582–1620), Erzherzogin von Österreich
- Eleonore von Preußen (1583–1607), durch Heirat Kurfürstin von Brandenburg
- Eleonore Marie von Anhalt-Bernburg (1600–1657), durch Heirat Herzogin von Mecklenburg-Güstrow
- Eleonore Dorothea von Anhalt-Dessau (1602–1664), durch Heirat Herzogin von Sachsen-Weimar
- Eleonore von Anhalt-Zerbst (1608–1681), durch Heirat Herzogin von Schleswig-Holstein-Sonderburg-Norburg
- Eleonore Katharine von Pfalz-Zweibrücken-Kleeburg (1626–1692), durch Heirat Landgräfin von Hessen-Eschwege
- Eleonore Klara von Hohenlohe-Neuenstein (1632–1709), durch Heirat Gräfin von Nassau-Saarbrücken
- Eleonore Charlotte von Sachsen-Lauenburg (1646–1709), durch Heirat Herzogin von Schleswig-Holstein-Sonderburg
- Eleonore von Österreich (1653–1697), Königin von Polen und Herzogin von Lothringen
- Eleonore Magdalene von Pfalz-Neuburg (1655–1720), Pfalzgräfin von Neuburg durch Heirat Kaiserin des Heiligen Römischen Reiches deutscher Nation
- Eleonore Charlotte von Württemberg-Mömpelgard (1656–1743), durch Heirat Herzogin von Württemberg-Oels
- Eleonore Barbara von Thun und Hohenstein (1661–1723), durch Heirat Fürstin von Liechtenstein
- Eleonore von Sachsen-Eisenach (1662–1696), durch Heirat Markgräfin von Brandenburg-Ansbach sowie Kurfürstin von Sachsen
- Eleonore Juliane von Brandenburg-Ansbach (1663–1724), durch Heirat Herzogin von Württemberg-Winnental
- Eleonore Batthyány-Strattmann (1672–1741), Wiener Hofdame
- Eleonore von Dönhoff (1674–1726), Frau des brandenburgisch-preußischen Generalfeldmarschalls Hans Albrecht von Barfus
- Eleonore Margarete von Hessen-Homburg (1679–1763), deutsche Dekanissin
- Eleonore Elisabeth Amalia Magdalena von Schwarzenberg (1682–1741), durch Heirat Fürstin zu Schwarzenberg
- Eleonore Maria Anna von Löwenstein-Wertheim (1686–1753), durch Heirat Landgräfin von Hessen-Rotenburg
- Ulrika Eleonore (Schweden) (1688–1741), Königin von Schweden von 1718 bis 1719
- Eleonore Charlotte von Sachsen-Lauenburg (1646–1709), durch Heirat Herzogin von Schleswig-Holstein-Sonderburg
- Eleonore Katharine von Pfalz-Zweibrücken-Kleeburg (1626–1692), Pfalzgräfin von Zweibrücken-Kleeburg und durch Heirat Landgräfin von Hessen-Eschwege
- Eleonore d’Olbreuse (1639–1722), durch Heirat Herzogin von Braunschweig-Lüneburg-Celle
- Eleonore Wilhelmine von Anhalt-Köthen (1696–1726), durch Heirat Prinzessin von Sachsen-Merseburg und Herzogin von Sachsen-Weimar.
- Eleonore von Schlieben (1720–1755), preußische Ehrendame
- Eleonore von Grothaus (1734–1794), Dichterin
- Eleonore von Liechtenstein (1745–1812), Hofdame in Wien
- Eleonore von Bretzenheim (1771–1832), durch Heirat Gräfin zu Leiningen-Guntersblum

ab 19. Jahrhundert
- Eleonore de Ahna (1838–1865), deutsche Opernsängerin (Sopran/Mezzosopran)
- Eleonore Astfalck (1900–1991), Heil- und Sozialpädagogin
- Eleonore Baur (1885–1981), deutsche Nazi-Größe
- Eleonore Bjartveit (1924–2002), norwegische Politikerin
- Eléonore von Belgien (* 2008), belgische Prinzessin
- Eleonore Benzinger-Wahlmann (1843–1900), österreichische Kinderdarstellerin und Theaterschauspielerin
- Eleonore Berchtold-Ostermann (* 1947), österreichische Juristin und ehemalige Richterin
- Eleonore Büning (* 1952), deutsche Musikjournalistin
- Eleonore Condorussi (1803–1873), österreichische Schauspielerin
- Eleonore Daniel (* 1969), deutsche Schauspielerin
- Eleonore Dehnerdt (* 1956), deutsche Schriftstellerin
- Éléonore Denuelle (1787–1868), Geliebte Napoleon Bonapartes
- Eleonore Dörner (1912–1997), deutsche Germanistin und Schriftstellerin
- Éléonore Faucher (1973–2023), französische Regisseurin
- Eleonore Feininger (1901–1991), deutsche Porträt- und Architekturfotografin
- Eleonore Feuerbach (1839–1923), deutsche Schriftstellerin
- Eleonore Frey (* 1939), Schweizer Literaturwissenschaftlerin und Schriftstellerin
- Charlotte Eleonore Wilhelmine von Gersdorff (1768–1847), deutsche Schriftstellerin und Dichterin; Pseudonym Eleonore F.
- Eleonore Grabmair (* 1960), deutsche Politikerin
- Eleonore Henriette Grabau-Bünau (1805–1852), deutsche Opernsängerin (Mezzosopran)
- Eleonore Güllenstern (1929–2017), deutsche Kommunalpolitikerin (SPD, Mülheim)
- Eleonore Heerwart (1835–1911), deutsche Kindergärtnerin, Pädagogin und Schriftstellerin
- Eleonore Maximiliane Ottilie Henckel von Donnersmarck (1756–1843), seit 1804 Oberhofmeisterin in Weimar
- Eleonore Henkel (1914–2017), deutsche Aktivistin und Kommunalpolitikerin
- Eléonore Hirt (1919–2017), Schweizer Schauspielerin
- Eleonore Hödl (* 1944), österreichische Politikerin (SPÖ)
- Eleonore Kalkowska (1883–1937), polnisch-deutsche Schriftstellerin und Schauspielerin; Geburtsname Eleonora
- Eleonore Kastner (1910–2015), deutsche Friseurin
- Eleonore Klee (1901–1994), deutsch-österreichische Buchbinderin und Buch-Restauratorin
- Eleonore Koch (1926–2018), deutschbrasilianische Malerin und Bildhauerin
- Eleonore Kötter (1932–2017), deutsche Malerin und Grafikerin
- Eleonore Kujawa (* 1930), deutsche Pädagogin, Gewerkschafterin und Bürgerrechtlerin
- Eleonore Lingnau-Kluge (1913–2003), deutsche Malerin
- Eleonore Lipschitz (1922–1981), deutsche Politikerin (SPD)
- Eleonore Lorenz (1895–1949), deutsche Schriftstellerin
- Eleonore Marguerre (* 1978), deutsche Opernsängerin (Sopran)
- Eleonore Mühlbauer (* 1964), deutsche Politikerin (SPD)
- Eleonore Noelle (1924–2004), deutsche Schauspielerin und Synchronsprecherin
- Eleonore Noll-Hasenclever (1880–1925), deutsche Bergsteigerin
- Eleonore Prochaska (1785–1813), deutsche Soldatin in den Befreiungskriegen
- Eleonore Reuß zu Köstritz (1860–1917), bulgarische Zarin
- Eleonore Reuter (* 1961), deutsche römisch-katholische Theologin
- Eleonore Romberg (1923–2004), deutsche Soziologin, Aktivistin und Politikerin (unabhängig/Grüne)
- Eleonore von Rommel (1894–1974), deutsche Bildhauerin, Glasgestalterin und Autorin
- Eleonore von Rotenhan (* 1939), fränkische Adelige und Ehrenamtliche
- Eleonore Rudolph (1923–2021), deutsche Politikerin (CDU)
- Eleonore Schikaneder (ca. 1751–1821), deutsche Schauspielerin, Sängerin und Theaterdirektorin
- Eleonore Schmidt-Herrling (1877–1960), deutsche Bibliothekarin und Malerin
- Eleonore Schneider (1907–1982), deutsche Politikerin (CDU)
- Eleonore Schoenfeld (1925–2007), deutsch-US-amerikanische Cellistin
- Eleonore Schroth (1928–2000), deutsche Schauspielerin und Hörspielsprecherin
- Eleonore Schwarz (* 1936), österreichische Sängerin
- Eleonore zu Solms-Hohensolms-Lich (1871–1937), letzte Großherzogin von Hessen
- Eleonore Staimer (1906–1998), deutsche Diplomatin
- Eleonore Sterling (1925–1968), deutsche Politologin
- Clara Eleonore Stinnes (1901–1990; auch Clärenore Stinnes), deutsche Rennfahrerin
- Eleonore zu Stolberg-Wernigerode (1835–1903), deutsche Liederdichterin
- Eleonore Stump (* 1947), US-amerikanische Philosophin und Philosophiehistorikerin
- Eleonore Tappert (1897–1977), deutsche Schauspielerin und Synchronsprecherin
- Eleonore Thon (1753–1807), deutsche Schriftstellerin
- Eleonore Trefftz (1920–2017), deutsche Physikerin und Mathematikerin
- Eleonore Trenkler (1914–2002), österreichische Köchin, Autorin und Malerin
- Eleonore Freifrau von Tucher (1916–2007), deutsche Geschäftsführerin
- Eleonore von Wangenheim (20. Jahrhundert), deutsche Adelige und NS-Politikerin
- Eleonore Weiß (1882–1923), deutsche Franziskanerin und Mystikerin
- Eleonore Weisgerber (* 1947), deutsche Schauspielerin und Chansonsängerin
- Eleonore Wolf (1900–1996), deutsche Kommunistin
- Eleonore Zetzsche (1919–2006), deutsche Schauspielerin und Sängerin

### Eleonora
- Eleonora van Dijk, niederländische Radsportlerin
- Eleonora Duse (1858–1924), italienische Schauspielerin
- Eleonora Mendes, deutsch-brasilianische Schauspielerin
- Eleonora Sophia von Schleswig-Holstein-Sonderburg (1603–1675), Fürstin von Anhalt-Bernburg